# Elecciones estatales de Jalisco de 2009
Las Elecciones estatales de Jalisco de 2009 se llevaron a cabo el domingo 5 de julio de 2009, simultáneamente con las elecciones federales y en ellas fueron renovados los titulares de los siguientes cargos de elección popular del estado mexicano de Jalisco:
- 125 Ayuntamientos. Formados por un Presidente Municipal y regidores, electos para un periodo de tres años, no reelegibles de manera consecutiva.
- 40 Diputados al Congreso del Estado. 20 elegidos por mayoría relativa en cada uno de los Distritos Electorales y 20 electos por el principio de Representación proporcional mediante un sistema de listas.

## Resultados Electorales

### Distribución de Ayuntamientos
| Partido/Alianza | Partido/Alianza                                          | Municipios |
| --------------- | -------------------------------------------------------- | ---------- |
|                 | Partido Acción Nacional                                  | 63         |
|                 | Partido de la Revolución Democrática                     | 9          |
|                 | Coalición Por el Bien de Jalisco (PRD, PT, Convergencia) |            |
|                 | Partido Verde Ecologista de México                       | 5          |
|                 | Partido del Trabajo                                      | 0          |
|                 | Convergencia                                             | 3          |
|                 | Alianza por Jalisco (PRI, Nueva Alianza)                 | 45         |
|                 | Partido Socialdemócrata                                  | 0          |

## Candidatos

### Ayuntamiento de Guadalajara
|  | 33.22 % |

|  | 47.98 % |

|  | 2.43 % |

|  | 2.41 % |

|  | 6.44 % |

|  | 1.08 % |

### Ayuntamiento de El Salto
| Partido/Alianza | Partido/Alianza                      | Candidato | Candidato                   | Votos  | Porcentaje |
| --------------- | ------------------------------------ | --------- | --------------------------- | ------ | ---------- |
|                 | Partido Acción Nacional              |           | Asencion Gandarilla         | 14,438 | 35.5%      |
|                 | (PRI-Nueva Alianza)                  |           | Gerardo González Díaz Hecho | 16,134 | 39.7%      |
|                 | Partido de la Revolución Democrática |           | Manuel Salas Mercado        | 2,183  | 5.4%       |
|                 | Partido del Trabajo                  |           |                             | 1,300  | 3.2%       |
|                 | Partido Verde Ecologista de México   |           | Eduardo Uribe               | 4,286  | 10.5%      |
|                 | Convergencia                         |           |                             | 851    | 2.1%       |
|                 | Partido Socialdemócrata              |           | Araceli de la Cruz Carrillo | 220    | 0.5%       |

### Ayuntamiento de Tlaquepaque
| Partido/Alianza | Partido/Alianza                                     | Candidato | Candidato                   | Votos | Porcentaje |
| --------------- | --------------------------------------------------- | --------- | --------------------------- | ----- | ---------- |
|                 | Partido Acción Nacional                             |           | Yhanjo Sei Razón Viramontes |       |            |
|                 | Partido Revolucionario Institucional, Nueva Alianza |           | Miguel Castro Reynoso Hecho |       |            |
|                 | Partido de la Revolución Democrática                |           | Lourdes Macias              |       |            |
|                 | Partido del Trabajo                                 |           | Ricardo Ramírez             |       |            |
|                 | Partido Verde Ecologista de México                  |           | Luis Fernando Morán         |       |            |
|                 | Convergencia                                        |           | Francisco Álvarez           |       |            |
|                 | Partido Socialdemócrata                             |           | Abraham Meza                |       |            |

### Ayuntamiento de Zapopan
| Partido/Alianza | Partido/Alianza                                     | Candidato | Candidato                   | Votos   | Porcentaje |
| --------------- | --------------------------------------------------- | --------- | --------------------------- | ------- | ---------- |
|                 | Partido Acción Nacional                             |           | Guillermo Martínez Mora     | 145,090 | 39.93%     |
|                 | Partido Revolucionario Institucional, Nueva Alianza |           | Héctor Vielma Ordóñez Hecho | 161,599 | 44.47%     |
|                 | Partido de la Revolución Democrática                |           | Alberto Cárdenas Camarena   | 9,646   | 2.65%      |
|                 | Partido del Trabajo                                 |           | Primitivo Madrigal Michel   | 8,999   | 2.48%      |
|                 | Partido Verde Ecologista de México                  |           | Luis Alejandro Rodríguez    | 28,107  | 7.74%      |
|                 | Convergencia                                        |           |                             | 6,044   | 1.66%      |
|                 | Partido Socialdemócrata                             |           |                             | 3,877   | 1.07%      |

### Ayuntamiento de Tonalá
| Partido/Alianza | Partido/Alianza                                                         | Candidato | Candidato                        | Votos | Porcentaje |
| --------------- | ----------------------------------------------------------------------- | --------- | -------------------------------- | ----- | ---------- |
|                 | Partido Acción Nacional                                                 |           | Carlos Burgara                   |       |            |
|                 | Partido Revolucionario Institucional, Nueva Alianza                     |           | Juan Antonio Marteos Nuño Hecho  |       |            |
|                 | Partido de la Revolución Democrática, Partido del Trabajo, Convergencia |           | Carlos Arturo Anda               |       |            |
|                 | Partido Verde Ecologista de México                                      |           | Víctor Manuel Solís              |       |            |
|                 | Partido Socialdemócrata                                                 |           | Rubén Antonio Garcidueñas Tamayo |       |            |

### Ayuntamiento de Tlajomulco de Zúñiga
|  | 26.70 % |

|  | 26.46 % |

|  | 38.62 % |

|  | 3.50 % |

### Ayuntamiento de Degollado
| Partido/Alianza | Partido/Alianza                                                         | Candidato | Candidato                       | Votos | Porcentaje |
| --------------- | ----------------------------------------------------------------------- | --------- | ------------------------------- | ----- | ---------- |
|                 | Partido Acción Nacional                                                 |           | Audiaz Arellano Zambrano        |       |            |
|                 | Partido Revolucionario Institucional, Nueva Alianza                     |           | Felipe Villaseñor Quezada Hecho |       |            |
|                 | Partido de la Revolución Democrática, Partido del Trabajo, Convergencia |           | Juan Estrada Pérez              |       |            |
|                 | Partido Verde Ecologista de México                                      |           |                                 |       |            |
|                 | Partido Socialdemócrata                                                 |           |                                 |       |            |

### Ayuntamiento de El Grullo
- Gabriel Gómez Michel  Hecho

#### Ayuntamiento de Puerto Vallarta
- Salvador González Reséndiz  Hecho